# Matang Rubek
Matang Rubek is een bestuurslaag in het regentschap Aceh Utara van de provincie Atjeh, Indonesië. Matang Rubek telt 559 inwoners (volkstelling 2010).